# Snoekzalmen
Snoekzalmen (Ctenoluciidae) zijn een familie van straalvinnige vissen uit de orde van Karperzalmachtigen (Characiformes).

## Geslachten
- Boulengerella C. H. Eigenmann, 1903
- Ctenolucius T. N. Gill, 1861